# زيارة عدة ملاعب

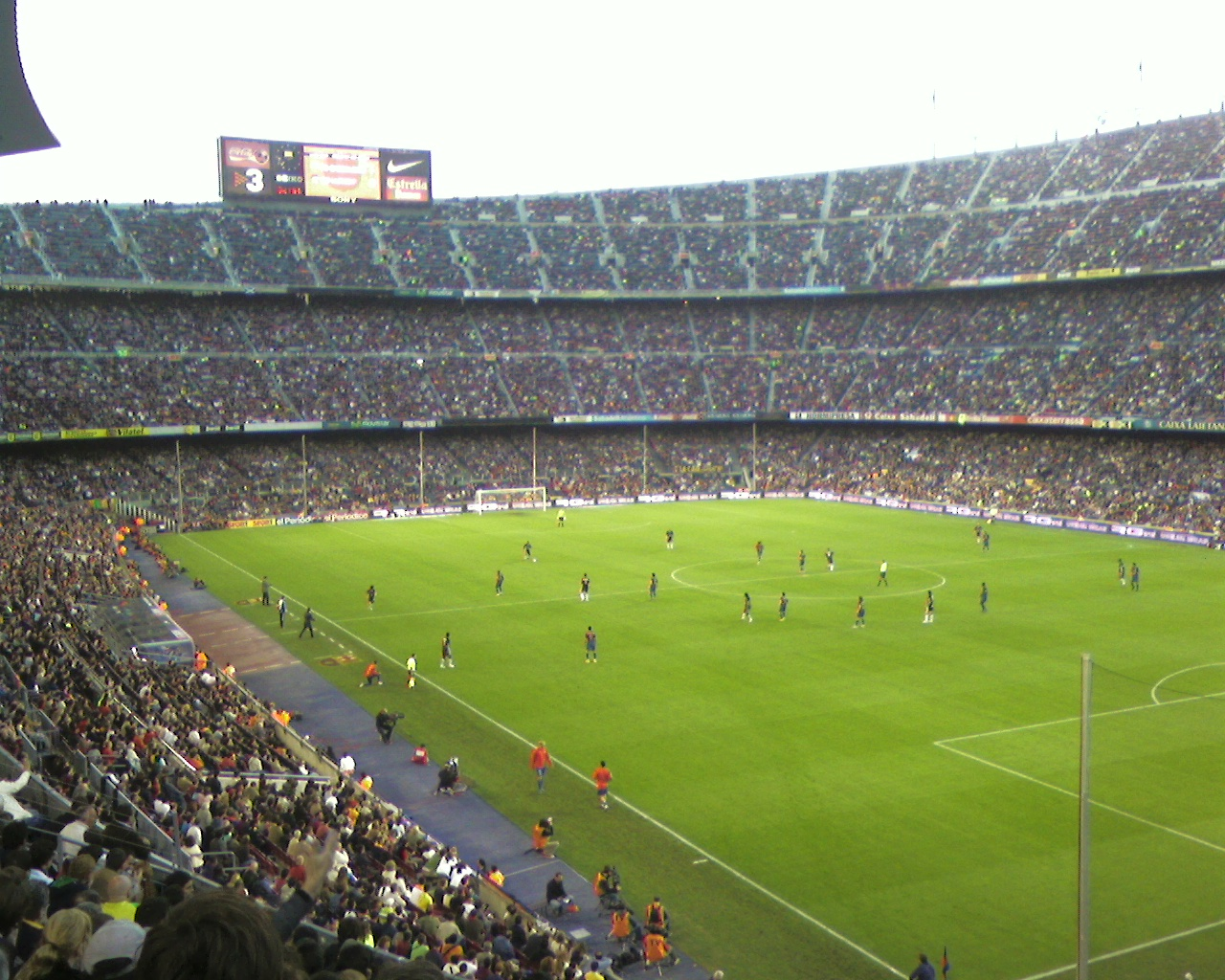

زيارة عدة ملاعب (بالإنجليزية: Groundhopping) هي هواية تنطوي على حضور المباريات في أكبر عدد ممكن من الملاعب أو المنشآت الرياضية المختلفة. يُعرف المشاركون بهذه الهواية باسم هواة زيارة الملاعب أو المسافرين. إلى حد كبير تعتبر هواية ذات صلة بكرة القدم، وقد بدأ أصلها في كرة القدم في السبعينيات في إنجلترا. منذ أواخر الثمانينيات، بدأ المشجعون في ألمانيا بهذه الهواية أيضًا. حاليًا تحظى بشعبية خاصة في المملكة المتحدة وألمانيا وهولندا وبلجيكا والنرويج.
لا توجد مجموعة عالمية من القواعد لإحصاء "هواية زيارة الملاعب"، على الرغم من أن القاعدة المقبولة عمومًا هي أنه يجب رؤية المباراة في الملعب.
هناك بعض المنظمات الرسمية لهواة زيارة الملاعب، منها نادي 92 (بالإنجليزية: The 92 Club) في إنجلترا، والتي تتكون من الأشخاص الذين زاروا المباريات في جميع ملاعب الدوري الممتاز ودوري كرة القدم الإنجليزي.